# Malé Karlovice
Malé Karlovice je část obce Velké Karlovice v okrese Vsetín. Nacházela se asi 2,5 km na jihovýchod od Velkých Karlovic. Bylo zde evidováno 185 adres. Trvale zde žije asi 234 obyvatel.
Malé Karlovice je také název katastrálního území o rozloze 14,75 km2.

## Historie
Již od vzniku obce Velké Karlovice v roce 1714 pokračovaly spory se vsetínským panstvím, které skončily v roce 1774 rozdělením Karlovic na Velké a Malé. Spor prý ukončila sama Marie Terezie, která si dala předložit katastrální mapu a nakreslila hranice mezi oběma panstvími. Vsetínskému panství připadla část Pluskovce, Tísňav, Stanovnice, Bzového a Soláně. Tímto vznikly Malé Karlovice. Zbytek území zapadal do Velkých Karlovic.
V roce 1966 ale došlo k opětovnému sloučeni Velkých a Malých Karlovic do jedné obce – Velké Karlovice. Zároveň došlo k oddělení Zadní Stanovnice s 26 domy od Malých Karlovic a jejímu připojení k obci Karolinka.